# 小叶康定冬青
小叶康定冬青（学名：Ilex franchetiana var. parvifolia）为冬青科冬青属康定冬青的变种。分布在中国大陆的四川等地，一般生于山坡林中，目前尚未由人工引种栽培。

## 别名
小叶范氏冬青（峨眉植物志）